# Karstarma jacksoni
Karstarma jacksoni is een krabbensoort uit de familie van de Sesarmidae. De wetenschappelijke naam van de soort is voor het eerst geldig gepubliceerd in 1934 door Balss.